# 姚裕
姚裕（?—?），五胡十六国后秦的君主姚兴的儿子。
402年，后秦天王姚兴册立昭仪张氏为皇后，封儿子姚裕为公。414年，姚兴病重，爱子广平公姚弼暗地里聚集部众几千人阴谋制造叛乱。姚裕派遣使者把姚弼将要叛逆的情形告诉给那些在外地镇守藩地的哥哥。姚懿、姚洸、姚谌与姚宣等都回到都城，让姚裕进宫告诉姚兴，求见父王。姚兴说：“你们几个不过就是想谈论姚弼的事，我已经知道了。”姚裕说：“如果姚懿等人说的如果不实，应该用刑法处罚他们，为何要凭空猜测拒绝和他们谈话？”姚兴在谘议堂召见姚懿等人。416年，夏王赫连勃勃派侄儿赫连提向南侵犯泄阳，车骑将军姚裕等把他打跑。417年，征北将军、齐公姚恢自称大都督、建义大将军，姚泓派人飞马前去征召东平公姚绍，并派姚裕和辅国将军胡翼度屯驻澧西。八月廿三日凌晨，王镇恶军抵达渭桥，后秦溃败。姚谌等人全都战死，姚泓单人匹马逃回皇宫。王镇恶从长安的平朔门进城，姚泓和姚裕等率几百名骑兵逃奔石桥。